# Hillsboro (Nowy Meksyk)
Hillsboro – jednostka osadnicza w Stanach Zjednoczonych, w stanie Nowy Meksyk, w hrabstwie Sierra.